# إمتان

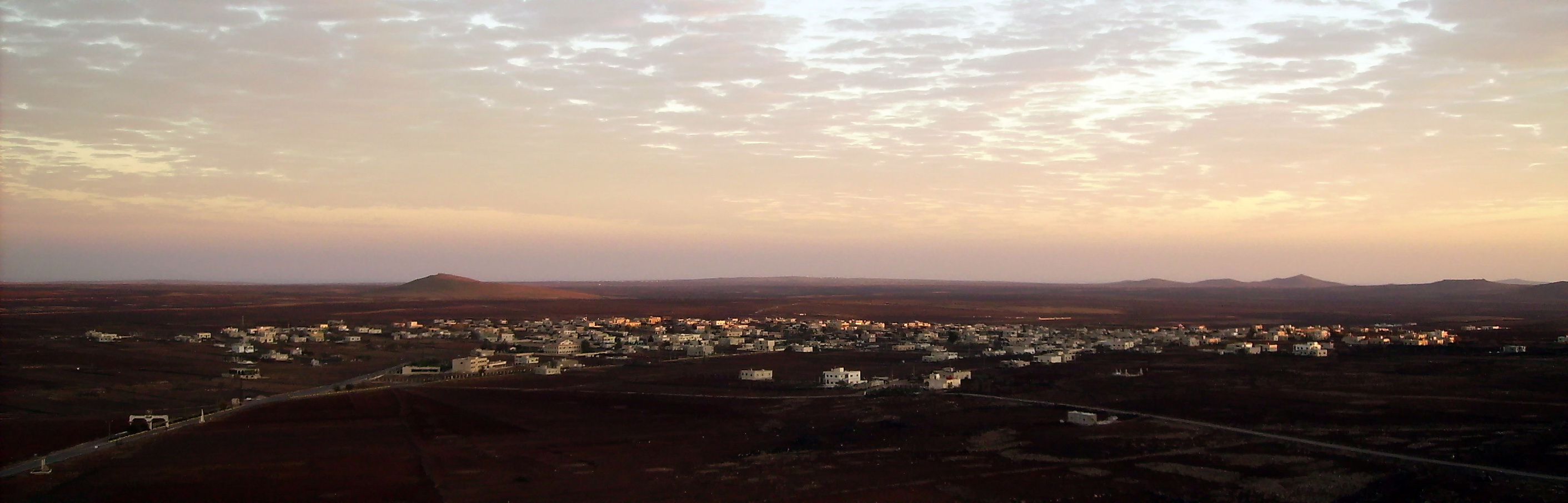
صورة بنورامية لقرية امتان

امتان قرية في محافظة السويداء، إحدى محافظات الجمهورية العربية السورية، تقع 40 كم جنوب محافظة السويداء وترفع وسطياً 1250م فوق سطح البحر. تتبع إدارياً لمنطقة صلخد، عدد سكانها حسب السجلات الرسمية يتجاوز 7500 نسمة لكن الموجودين فعلاً لا يتجاوز 3000 نسمة بسبب سنوات الجفاف المتلاحقة، لعبت القرية دوراً هاماً في الثورة السورية الكبرى وكانت مسقط رأس العديد من السياسين ورجالات الدولة الذين لعبوا دوراً هاماً في تاريخ سوريا الحديث.
تتميز امتان بنهضة تعليمية متميزة حيث تشير الإحصاءات غير الرسمية إلى وجود ما ينوف عن 300 شهادة جامعية في القرية،
يمتد تاريخ القرية إلى 8000 عام قبل الميلاد ولاتزال العديد من الآثار الباقية شاهدة على الحضارات المتعاقبة التي شهدتها، شهدت القرية المعركة الفاصلة في تاريخ الإسكندر الأكبر حيث هزم أحفاده السلوقيين على أرضها أمام الأنباط والعرب وانتهى حلم الإسكندر الأكبر ببناء أكبر إمبراطورية في العالم وذلك في القرون الثلاثة الأولى قبل الميلاد، فيها الكثير من الآثار الرومانية .